# Talp
El talp (Talpa europaea) és un mamífer de la família dels tàlpids. Fa aproximadament 11-16 cm de llargada i pesa entre 30 i 130 grams. El mascle és una mica més gros que la femella. Té un pelatge curt i particular, car la disposició dels pèls li permet moure's pels túnels igual de fàcilment cap endavant que cap enrere. En la majoria d'altres mamífers el pèl creix cap enrere, però en el talp creix de tal manera que no s'enganxa amb les parets dels túnels quan l'animal es mou cap enrere.

## Com viu
Present gairebé a tot Europa i el nord-est de la península Ibèrica. Viuen sempre sota terra i gairebé mai surten a l'exterior. Viuen en una xarxa de galeries que construeixen ells mateixos. Són insectívors, però la seva dieta, en bona part, la formen els cucs de terra que sovint capturen i guarden en una càmara adequada com a rebost.

## Història natural
Totes les seves característiques són adaptacions a la seva manera de vida, ja que és un animal cavador amb una vida subterrània. Es troba en prades i evita els sòls entollats o massa secs. La seva presència és detectable pels menuts monticles que apareixen en el terreny. És difícil d'observar en superfície. Desenvolupa la seva activitat en una sèrie de galeries intercomunicades per les quals es desplaça cercant cucs i altres invertebrats, la base de la seva alimentació. Aquests túnels són profunds, poden arribar a fer 10 metres. Dins d'aquesta galeria, hi ha diverses sales, les més importants són la sala on construeix el niu, que està entapissada amb material d'origen vegetal, i la sala on fa el seu rebost.

## Anatomia

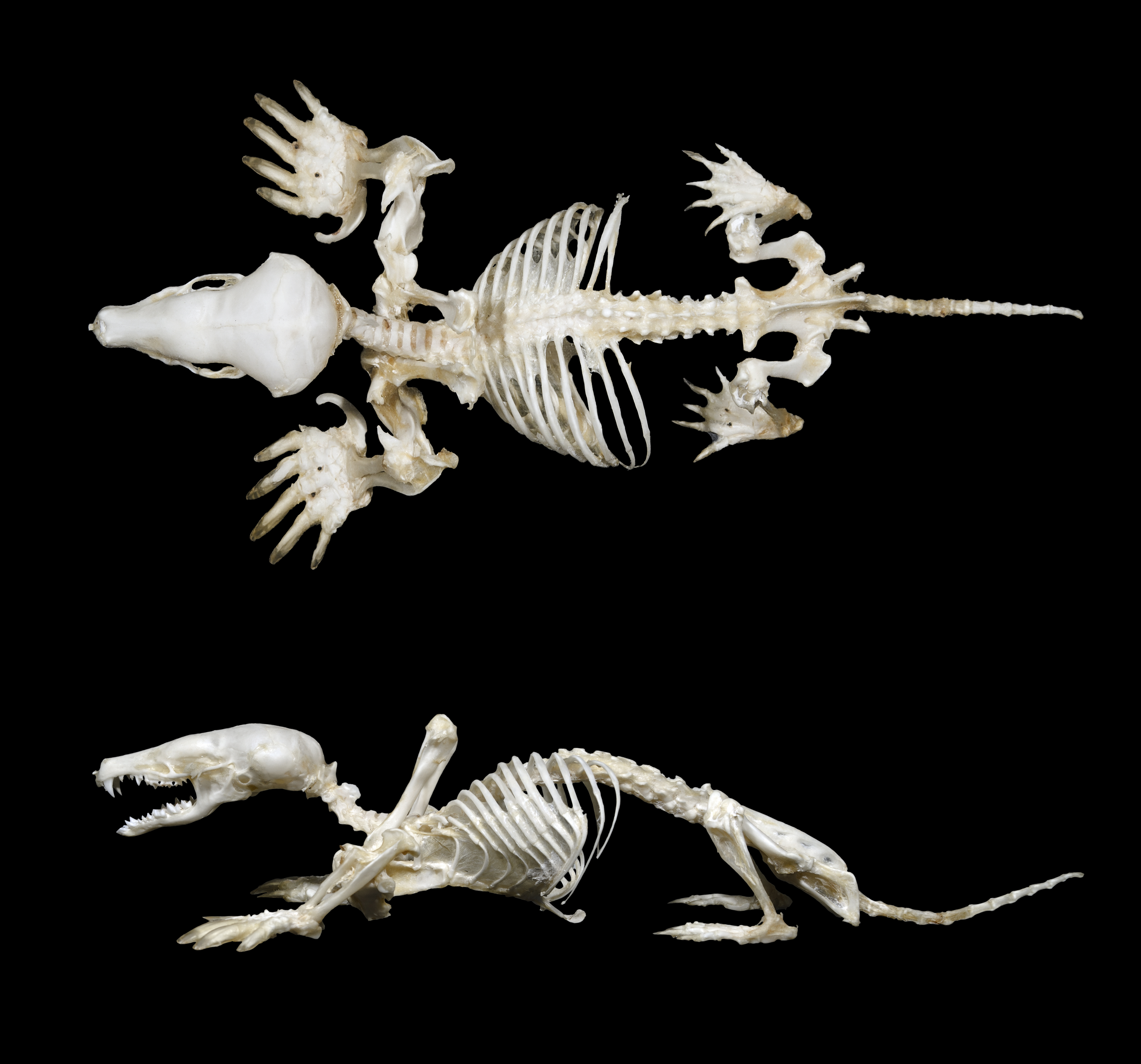
Esquelet

Els talps excavadors han desenvolupat una sèrie d'especialitzacions evolutives per a la seva vida subterrània. El seu cos és fusiforme, més típic d'animals aquàtics. Els ulls són diminuts i a vegades estan coberts de pell, fet que va utilitzar Charles Darwin en la seva teoria de la selecció natural al·legant que els talps no necessiten el sentit de la vista en els ambients subterranis i que mantenir-lo suposava una despesa d'energia inútil.
Manquen de pavelló auditiu extern. Els talps confien principalment en el sentit del tacte i posseeixen vibrisses en la cara, extremitats i cua. El seu musell flexible és especialment sensible.
Les potes, curtes i fortes, estan proveïdes de fortes i grans ungles que utilitzen per a furgar galeries, les quals poden arribar fins a 150 m de longitud. Els colzes es troben desplaçats dorsalment i rotats, de manera que els palmells de les extremitats anteriors queden orientats cap a darrere, i potencien l'acció d'excavar. La seva pell, fina i suau, facilita el moviment pel cau, tant cap endavant com cap endarrere. En els mascles, el penis queda orientat cap arrere i manquen d'escrot.